# Chailley
Chailley là một xã của Pháp,tọa lạc ở tỉnh Yonne trong vùng Bourgogne. Chailley có diện tích 16,51 km2, dân số năm 1999 là 609 người (không tính trùng). Chailley nằm ở độ cao từ 143–185 m trên mực nước biển.

## Thông tin nhân khẩu
| Năm | 1962 | 1968 | 1975 | 1982 | 1990 | 1999 |
| --- | ---- | ---- | ---- | ---- | ---- | ---- |
| Dân số | 458  | 514  | 562  | 565  | 551  | 609  |
| From the year 1962 on: No double counting—residents of multiple communes (e.g. students and military personnel) are counted only once. |      |      |      |      |      |      |